# Polystichtis andraemon
Polystichtis andraemon är en fjärilsart som beskrevs av Hans Ferdinand Emil Julius Stichel 1910. Polystichtis andraemon ingår i släktet Polystichtis och familjen Riodinidae. Inga underarter finns listade i Catalogue of Life.